# 石杉碱甲
石杉碱甲是一种含氮有机化合物，化学式C15H18N2O，属于倍半萜类生物鹼，存在于蛇足石杉（Huperzia serrata）等石杉属植物中，可以抑制乙酰胆碱酯酶活性。

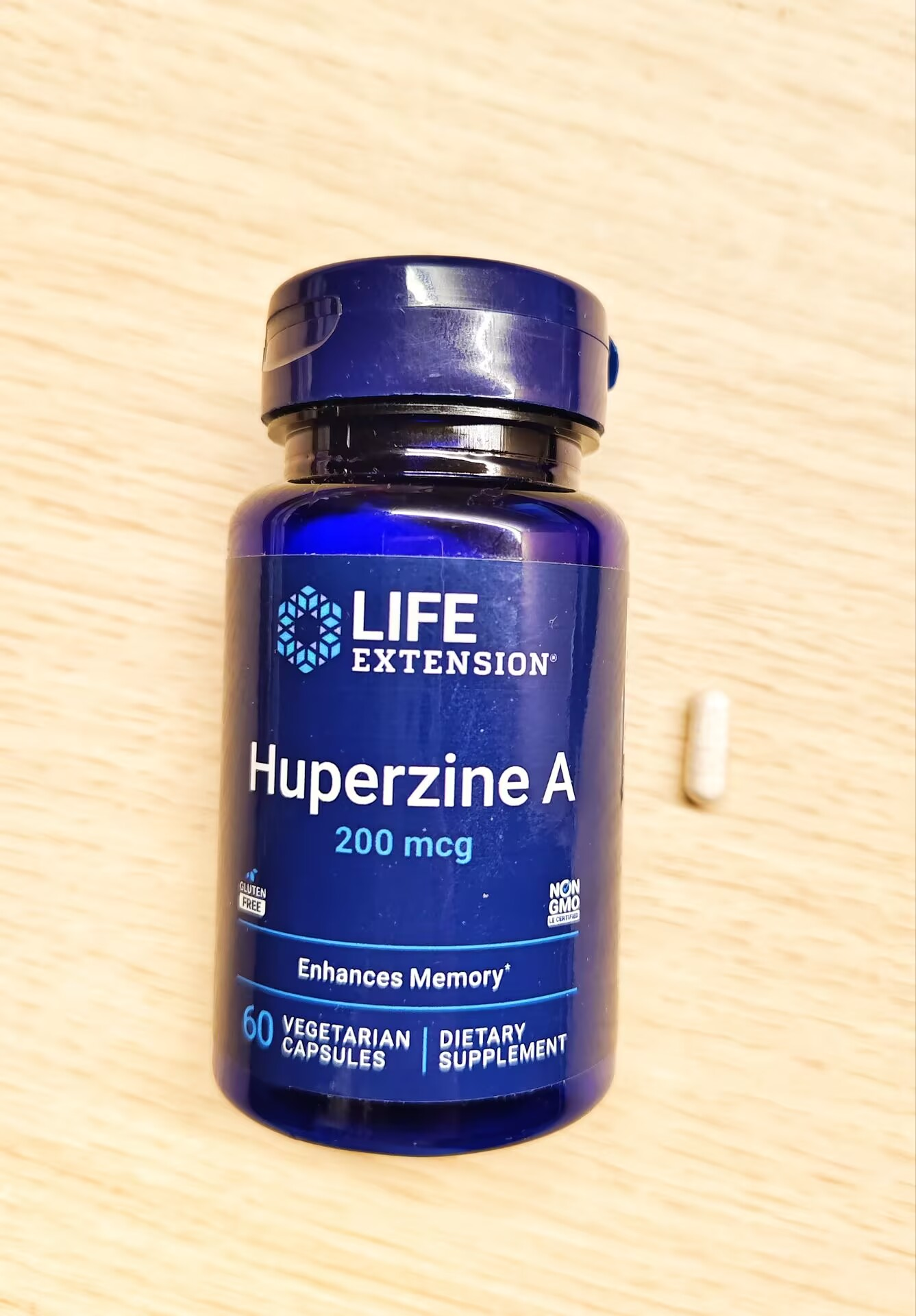
膳食补充剂公司Life Extension（英语：Biomedical Research & Longevity Society）销售的石杉碱甲胶囊，每片200μg
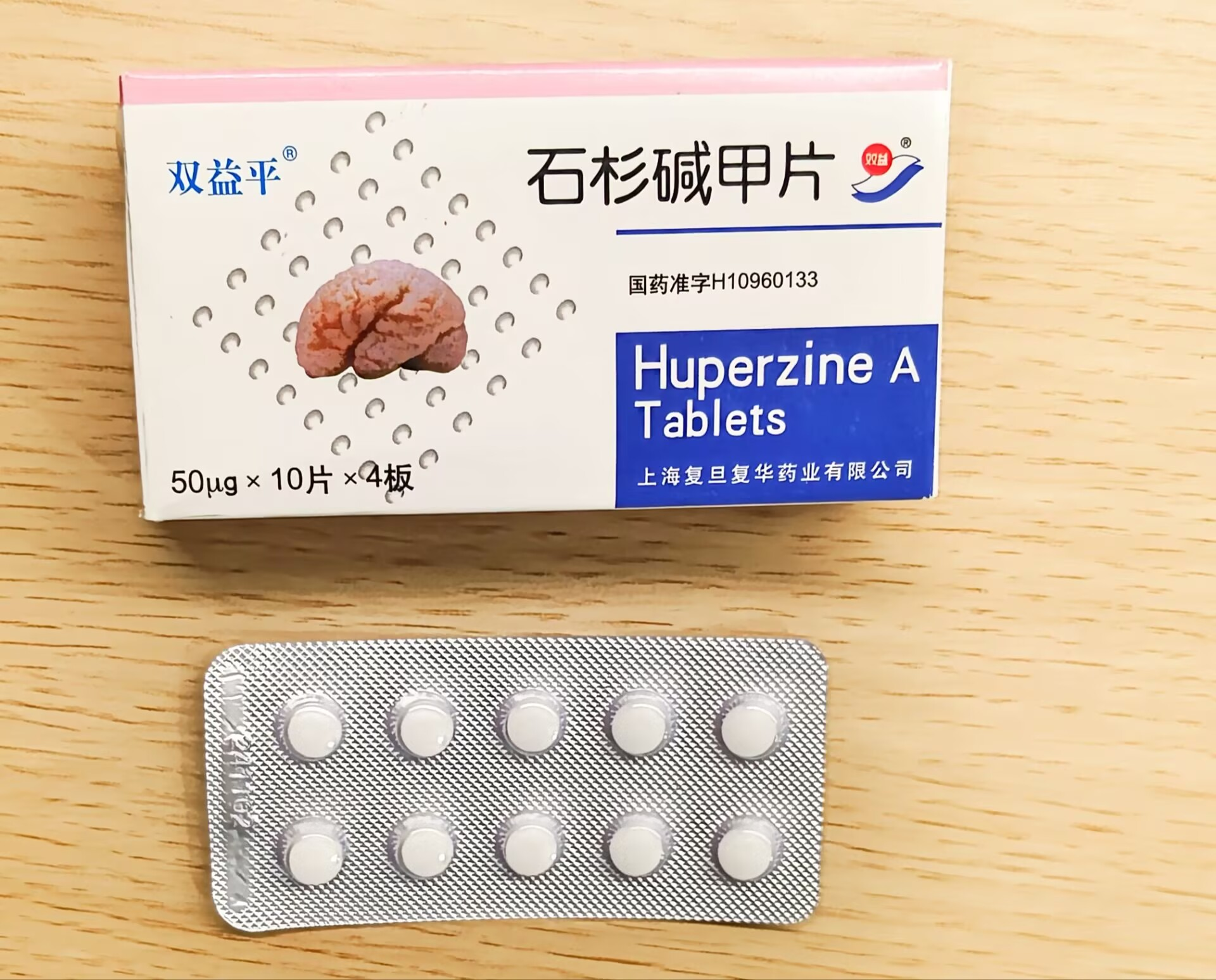
中国大陆的一款石杉碱甲片剂药品，商品名双益平，每片50μg